# Pécs
Pécs (phát âm tiếng Hungary: [pe ː tʃ]) là thành phố lớn thứ năm của Hungary, nằm trên sườn núi Mecsek ở phía tây-nam của đất nước, gần biên giới với Croatia. Đây là trung tâm hành chính và kinh tế của hạt Baranya. Nơi đây có Giáo phận Công giáo La Mã Pécs.
Thành phố Sopianae được người La Mã thành lập vào thế kỷ 2. Tới khoảng thế kỷ thứ 4, nó trở thành thủ phủ của tỉnh Valeria và là một trung tâm quan trọng của Đạo Thiên Chúa thời kỳ đầu. Địa điểm chôn cất Kitô giáo cổ tại Pécs được UNESCO công nhận là Di sản thế giới năm 2000.

## Khí hậu
| Dữ liệu khí hậu của Pécs                 | Dữ liệu khí hậu của Pécs | Dữ liệu khí hậu của Pécs | Dữ liệu khí hậu của Pécs | Dữ liệu khí hậu của Pécs | Dữ liệu khí hậu của Pécs | Dữ liệu khí hậu của Pécs | Dữ liệu khí hậu của Pécs | Dữ liệu khí hậu của Pécs | Dữ liệu khí hậu của Pécs | Dữ liệu khí hậu của Pécs | Dữ liệu khí hậu của Pécs | Dữ liệu khí hậu của Pécs | Dữ liệu khí hậu của Pécs |
| Tháng                                    | 1                        | 2                        | 3                        | 4                        | 5                        | 6                        | 7                        | 8                        | 9                        | 10                       | 11                       | 12                       | Năm                      |
| ---------------------------------------- | ------------------------ | ------------------------ | ------------------------ | ------------------------ | ------------------------ | ------------------------ | ------------------------ | ------------------------ | ------------------------ | ------------------------ | ------------------------ | ------------------------ | ------------------------ |
| Trung bình ngày tối đa °C (°F)           | 1.6 (34.9)               | 4.8 (40.6)               | 10.3 (50.5)              | 16.0 (60.8)              | 20.9 (69.6)              | 24.0 (75.2)              | 26.3 (79.3)              | 25.9 (78.6)              | 22.3 (72.1)              | 16.6 (61.9)              | 8.8 (47.8)               | 3.4 (38.1)               | 15.1 (59.1)              |
| Trung bình ngày °C (°F)                  | −1.4 (29.5)              | 1.3 (34.3)               | 5.6 (42.1)               | 10.7 (51.3)              | 15.5 (59.9)              | 18.6 (65.5)              | 20.5 (68.9)              | 20.1 (68.2)              | 16.6 (61.9)              | 11.3 (52.3)              | 5.1 (41.2)               | 0.6 (33.1)               | 10.4 (50.7)              |
| Tối thiểu trung bình ngày °C (°F)        | −4.0 (24.8)              | −1.7 (28.9)              | 1.6 (34.9)               | 6.0 (42.8)               | 10.5 (50.9)              | 13.6 (56.5)              | 15.0 (59.0)              | 14.7 (58.5)              | 11.7 (53.1)              | 7.0 (44.6)               | 2.2 (36.0)               | −1.7 (28.9)              | 6.2 (43.2)               |
| Lượng Giáng thủy trung bình mm (inches)  | 39 (1.5)                 | 32 (1.3)                 | 38 (1.5)                 | 55 (2.2)                 | 63 (2.5)                 | 84 (3.3)                 | 61 (2.4)                 | 63 (2.5)                 | 47 (1.9)                 | 37 (1.5)                 | 56 (2.2)                 | 44 (1.7)                 | 619 (24.5)               |
| Số ngày giáng thủy trung bình (≥ 1.0 mm) | 7                        | 6                        | 7                        | 8                        | 9                        | 10                       | 7                        | 7                        | 6                        | 6                        | 8                        | 8                        | 89                       |
| Số giờ nắng trung bình tháng             | 68.2                     | 92.4                     | 145.7                    | 186.0                    | 235.6                    | 258.0                    | 294.5                    | 266.6                    | 207.0                    | 164.3                    | 81.0                     | 58.9                     | 2.058,2                  |
| Nguồn: Đài quan sát Hồng Kông.           |                          |                          |                          |                          |                          |                          |                          |                          |                          |                          |                          |                          |                          |

## Lịch sử

### Thành phố thời La Mã cổ đại
Khu vực này đã có người ở từ thời cổ đại, với những phát hiện khảo cổ lâu đời nhất là 6000 năm tuổi. Trước thời kỳ La Mã, đây là nơi sinh sống của người Celt. Khi phía Tây Hungary là một tỉnh của đế quốc La Mã (được đặt tên là Pannonia), người La Mã thành lập một số thuộc địa sản xuất rượu vang dưới cái tên chung của Sopianae nơi Pécs hiện nay là, trong những năm đầu thế kỷ thứ 2.
Trung tâm của Sopianae là nơi cung điện Bưu chính hiện nay là. Một số bộ phận của hệ thống dẫn nước La Mã vẫn còn nhìn thấy được. Khi tỉnh Pannonia được chia thành bốn đơn vị hành chính, Sopianae là thủ phủ của các bộ phận ở Valeria.
Trong nửa đầu của thế kỷ thứ 4, Sopianae trở thành một thành phố Kitô giáo quan trọng. Các nghĩa trang Kitô đầu tiên có niên đại từ thời đại này, được ghi vào danh sách di sản thế giới. Đến cuối thế kỷ, La Mã suy yếu trong khu vực, chủ yếu là do các cuộc tấn công của người Barbarian và người Hung.

### Thành phố thời kỳ đầu trung cổ
Trước Charlemagne đến đây, nó được cai trị bởi Avars. Charlemagne sau khi chinh phục khu vực, sáp nhập nó vào Đế quốc La Mã Thần thánh. Nó thuộc về giáo phận của Salzburg.
Một văn bản tại Salzburg vào năm 871 là tài liệu đầu tiên đề cập đến các thành phố thời trung cổ thời kỳ đầu dưới cái tên Quinque Basilicae. Trong thế kỷ thứ 9, thành phố là nơi sinh sống của các dân tộc Slavơ và Avar và là một phần của Công quốc Hạ Pannonia, một nước chư hầu của Pháp.

## Hình ảnh

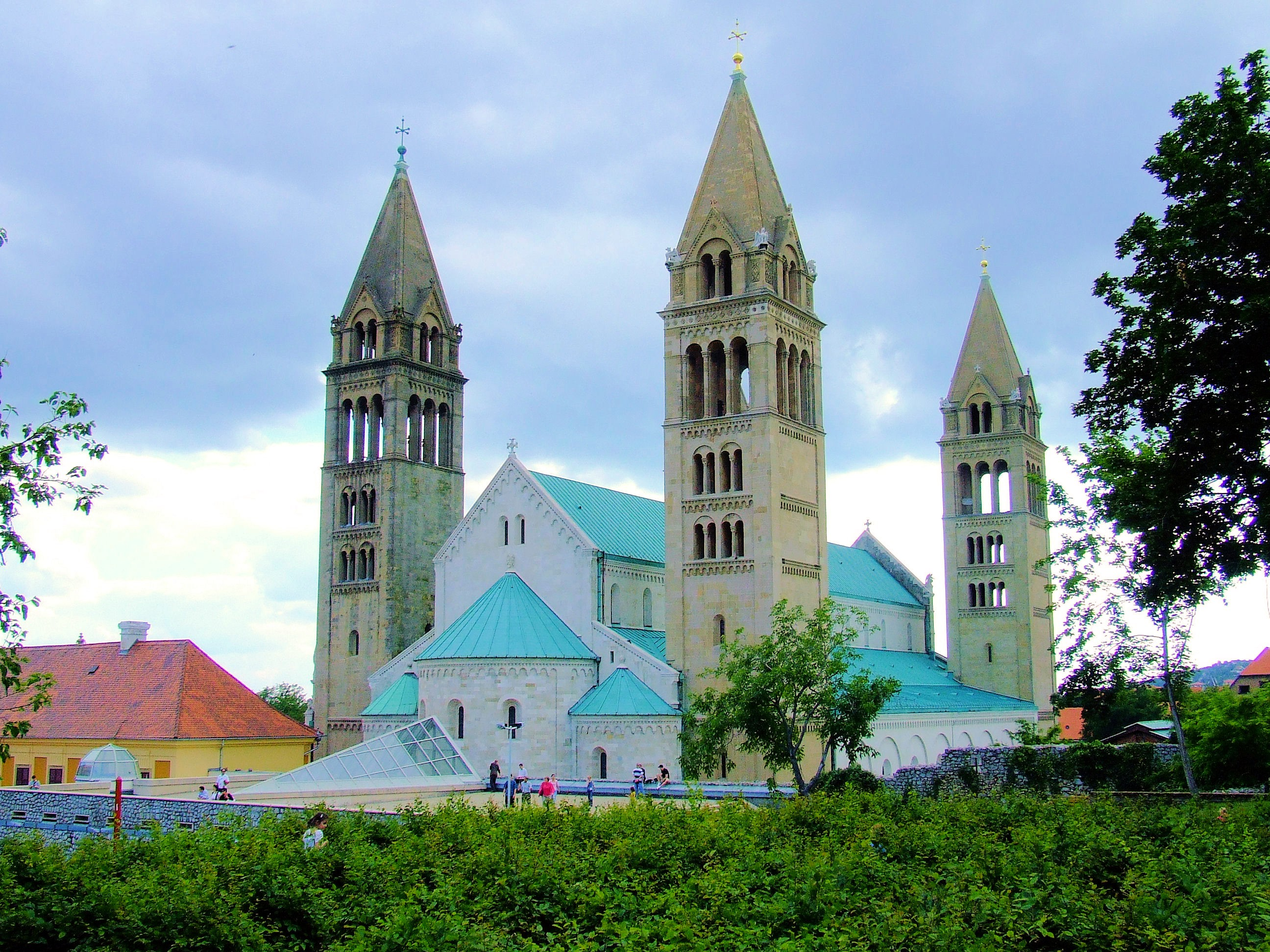
Nhà thờ
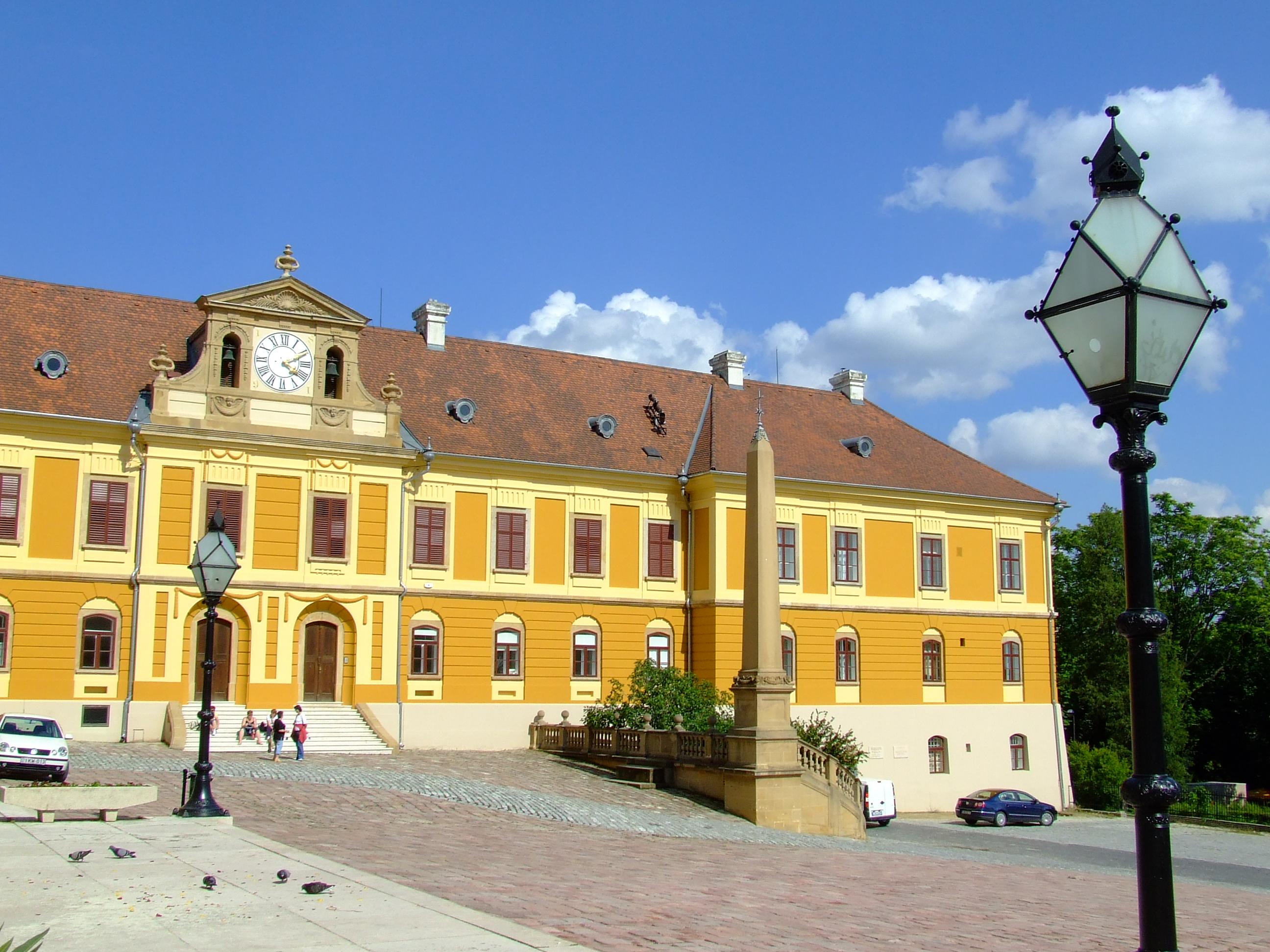
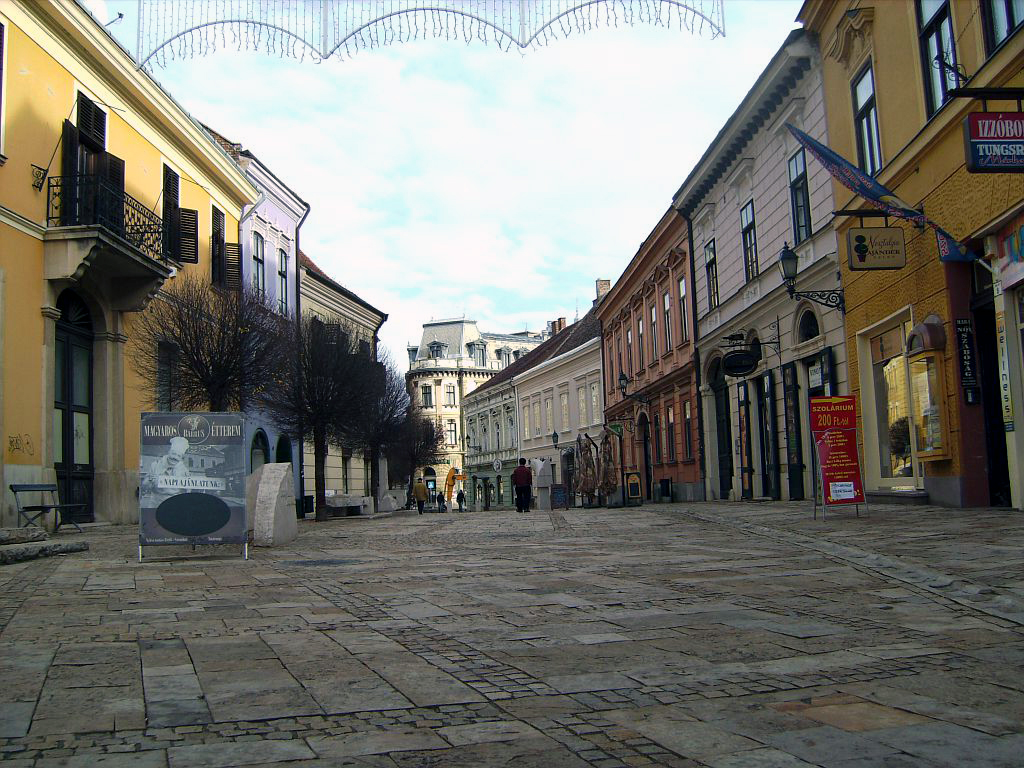
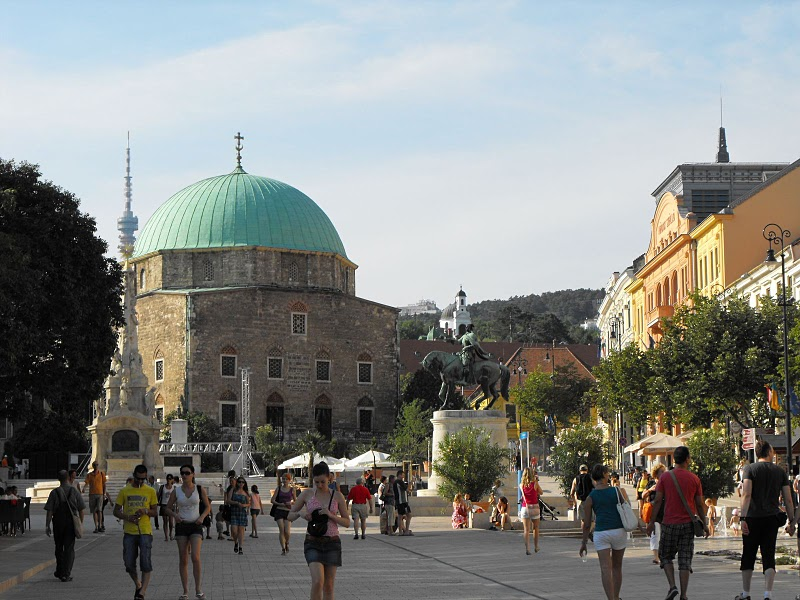
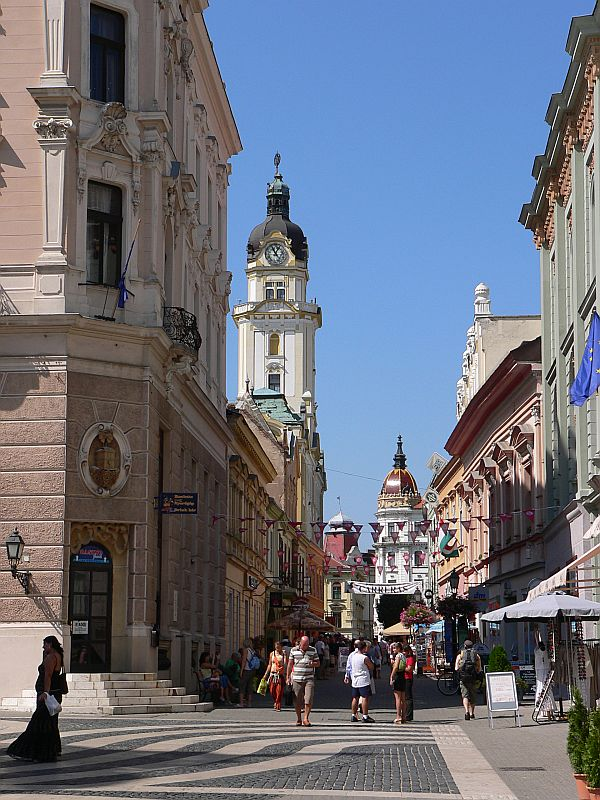
Phố Király
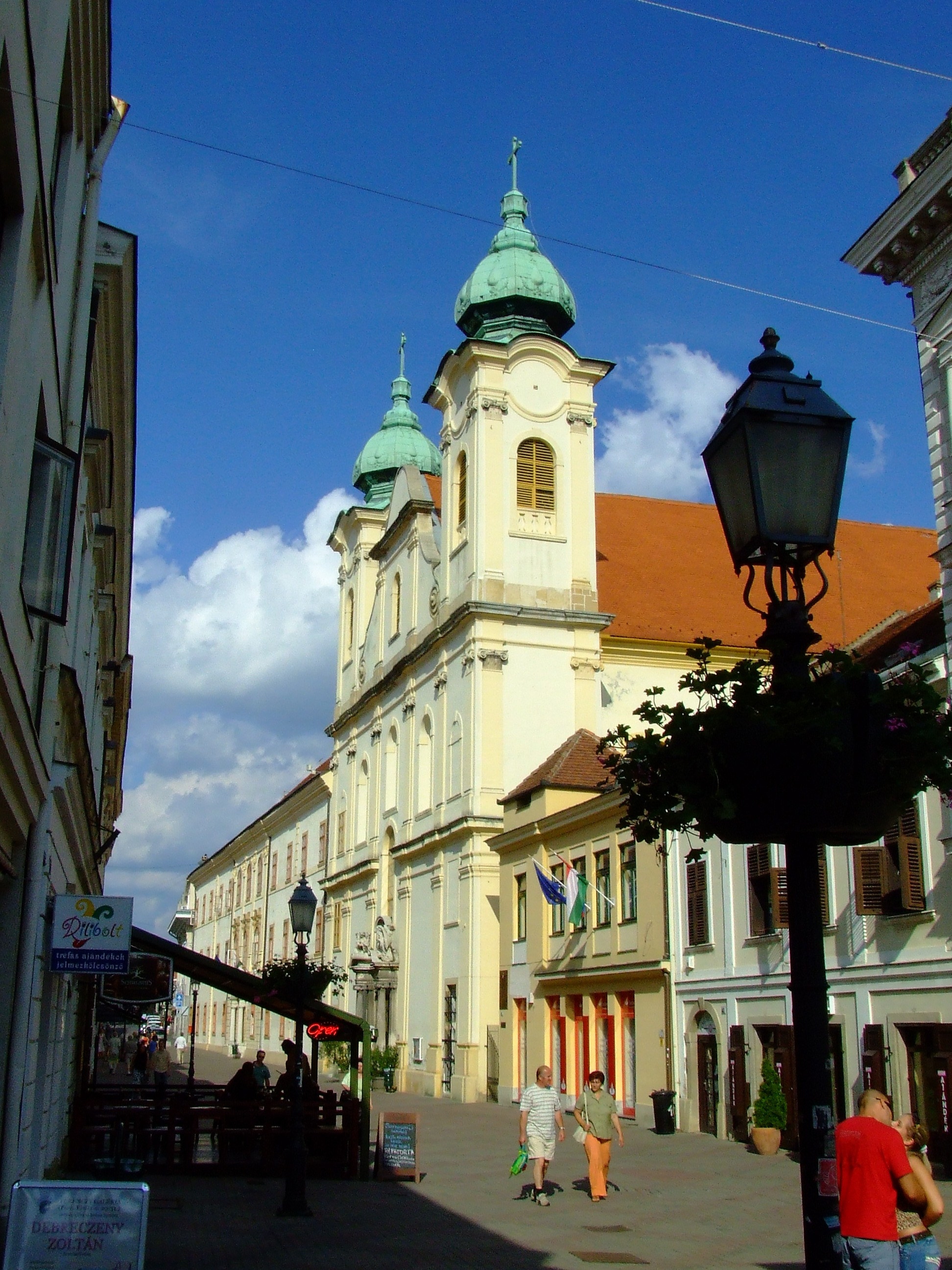
Phố Király
Trung tâm thành phốTrung tâm thành phố
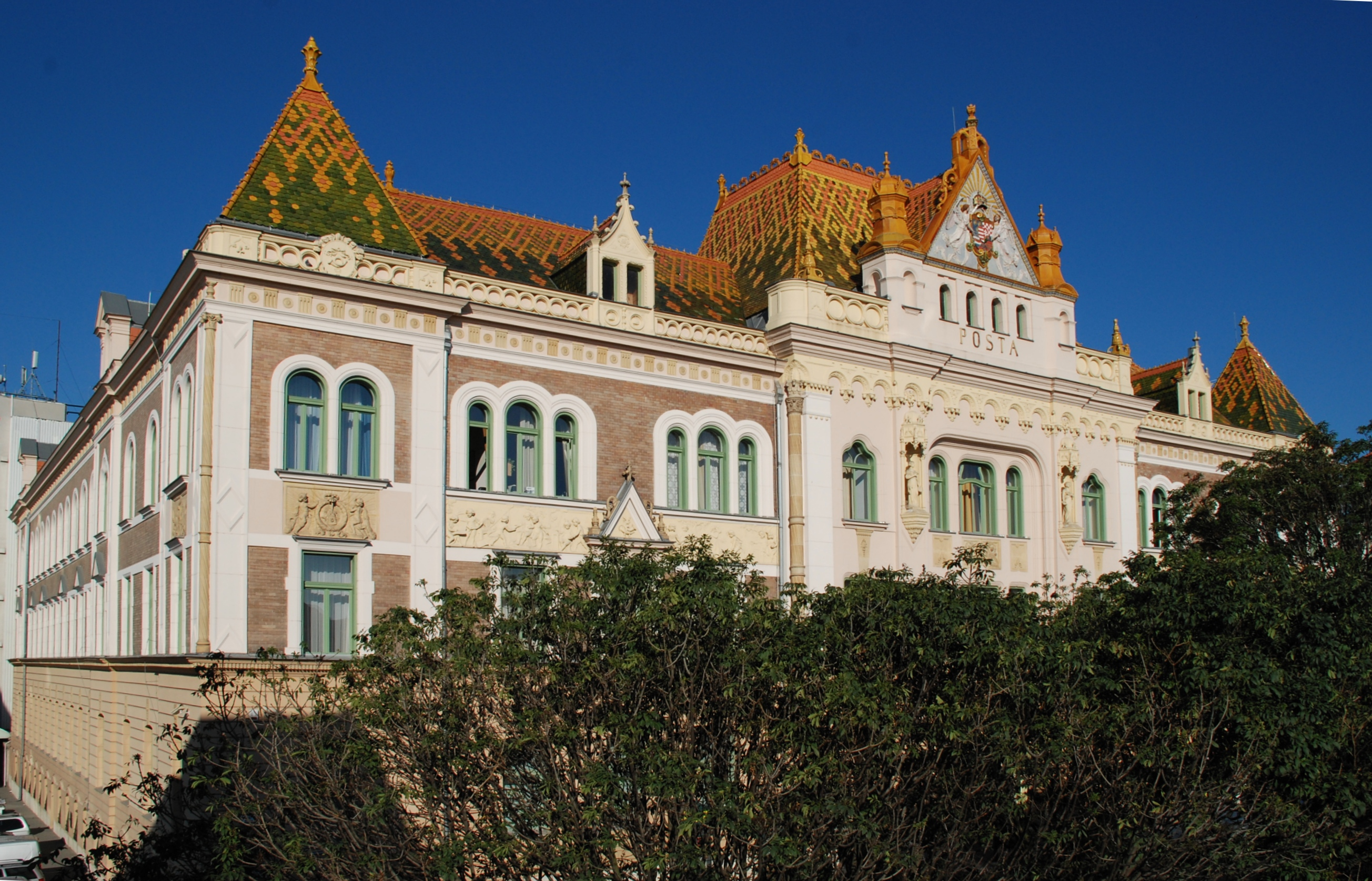
Quảng trường "Posta"
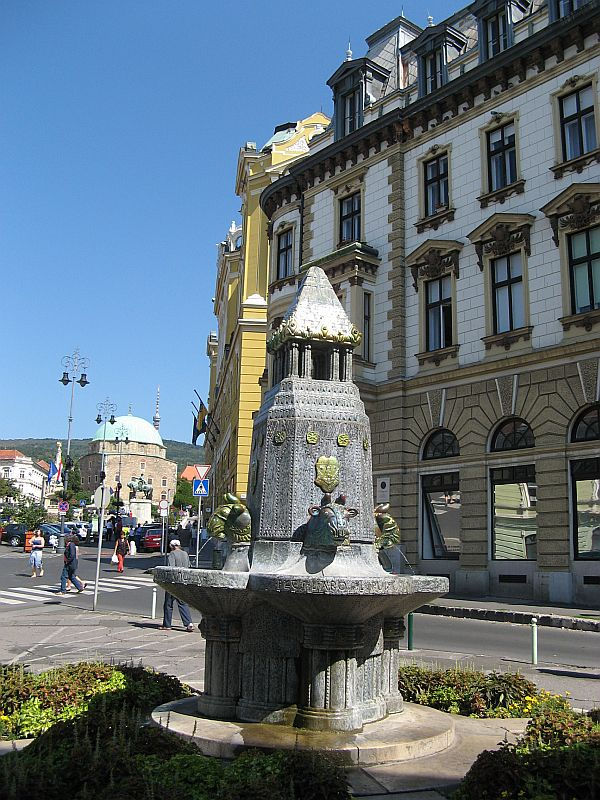
Đài phun nước Zsolnay
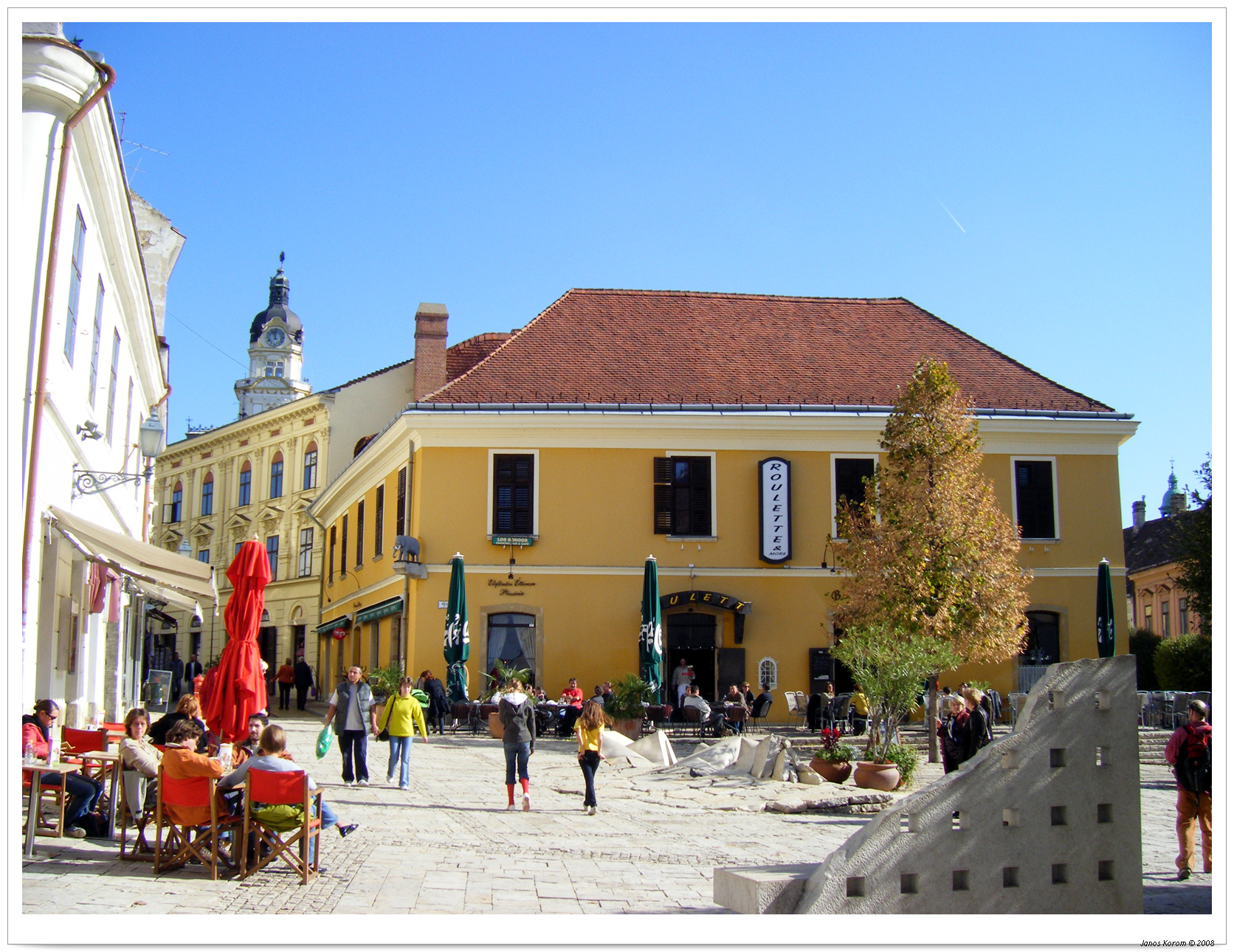
Quảng trường Jókai
Trung tâm thành phốTrung tâm thành phố
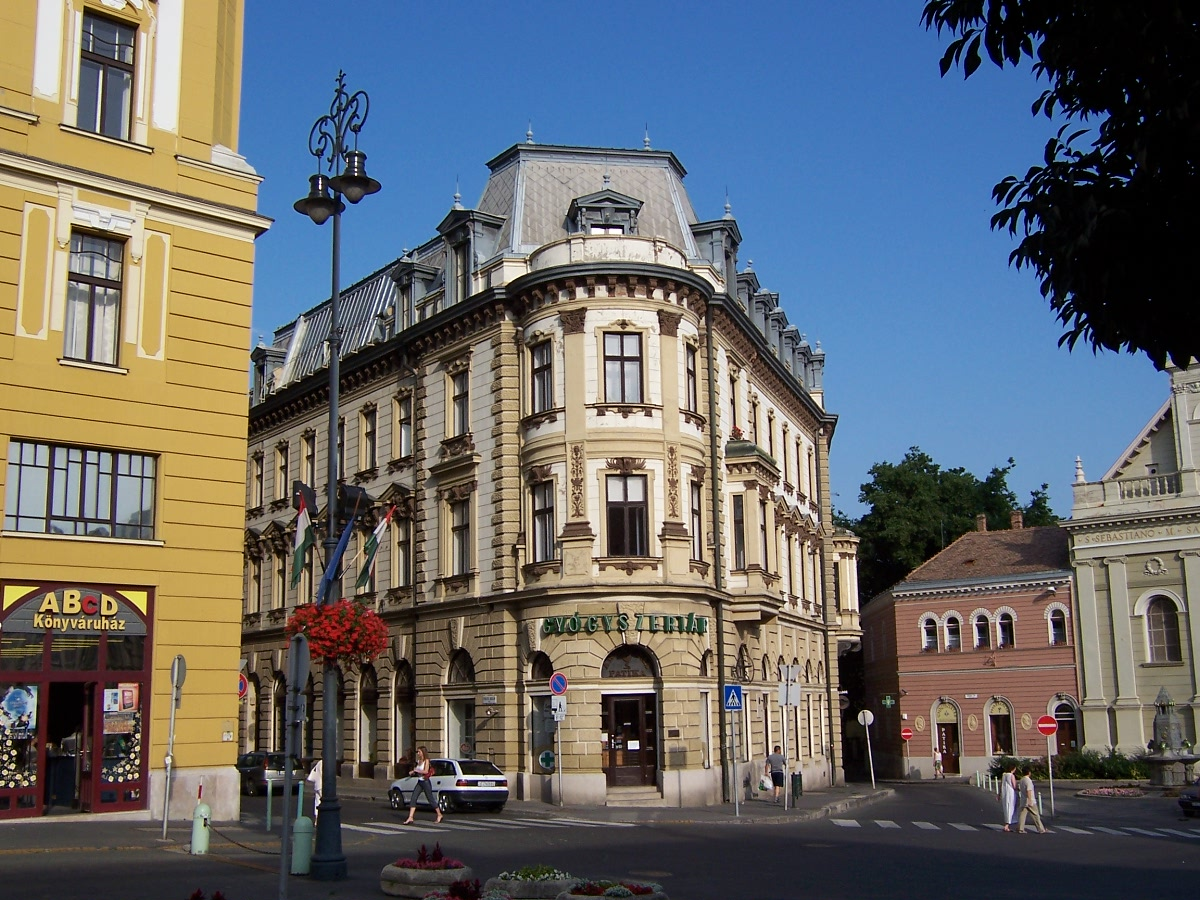
Trung tâm thành phố
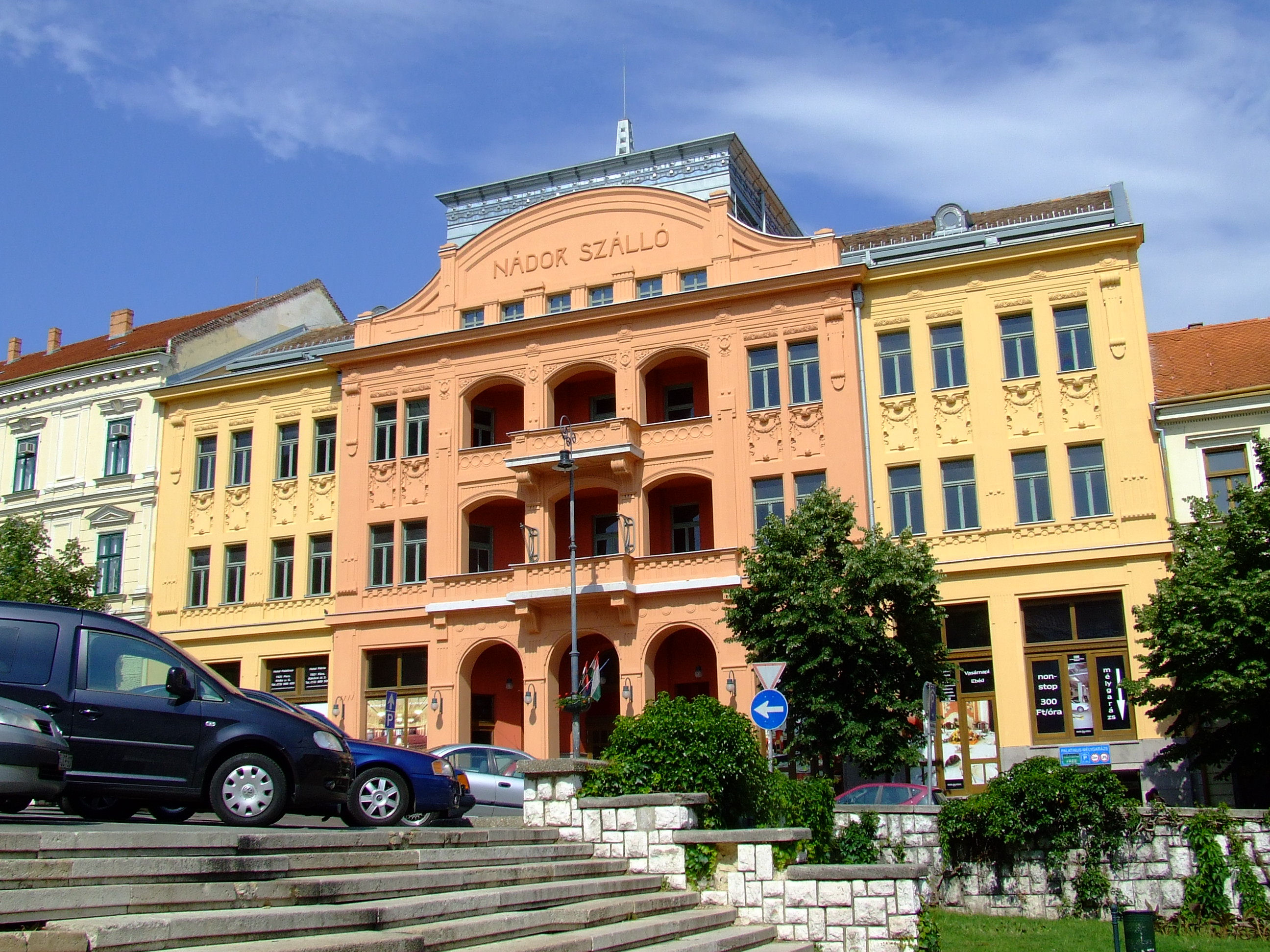
Khách sạn Nádor
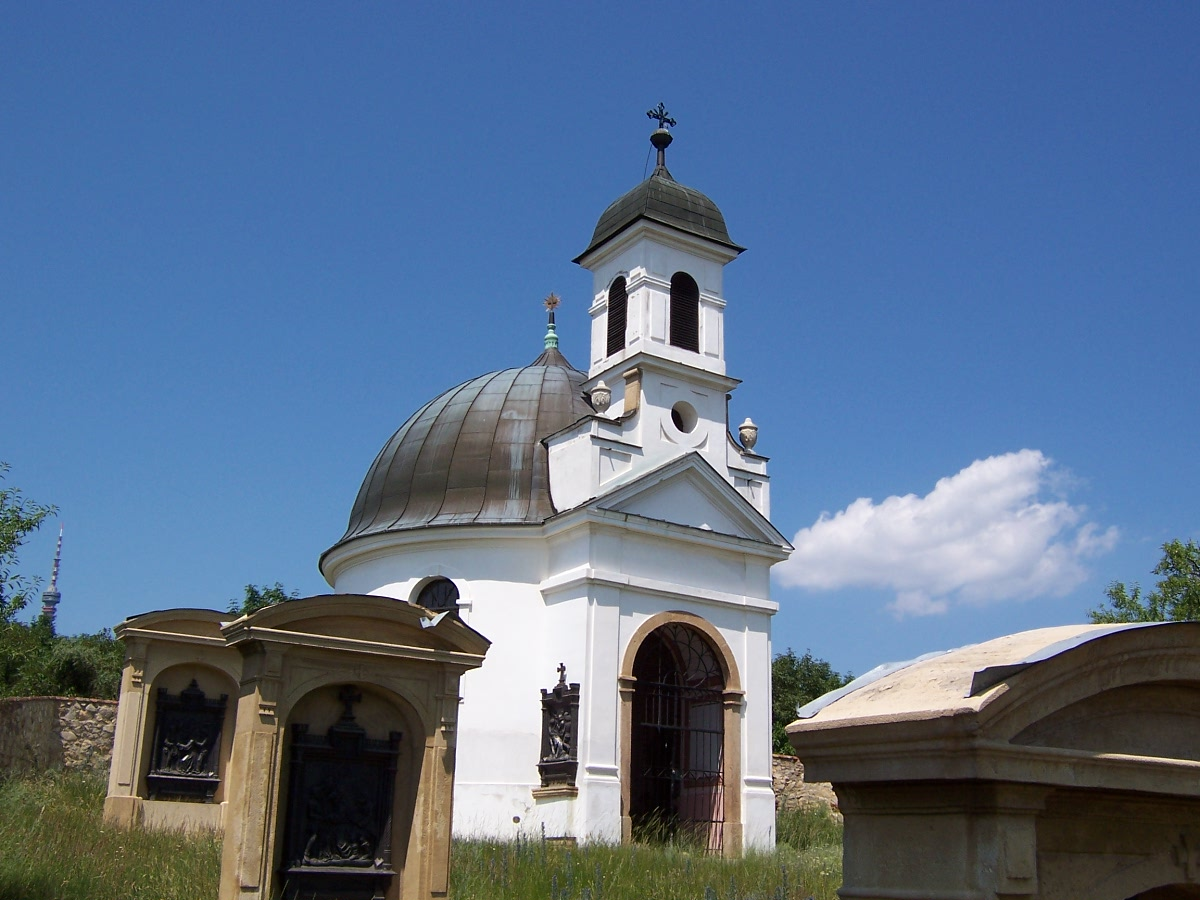
Nhà thờ
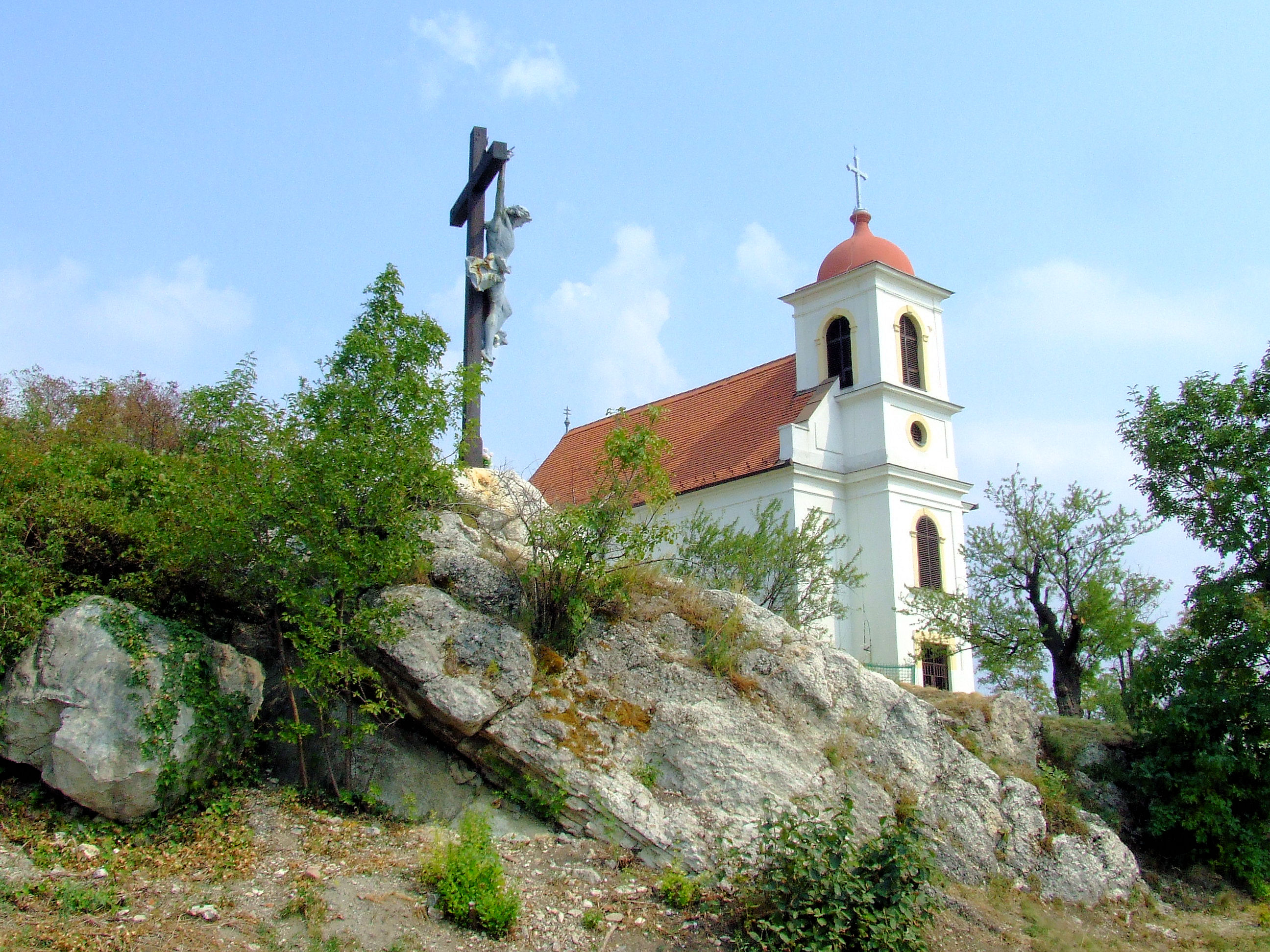
Nhà thờ Havhegy
Nhà thờ MindeneszentekNhà thờ Mindeneszentek
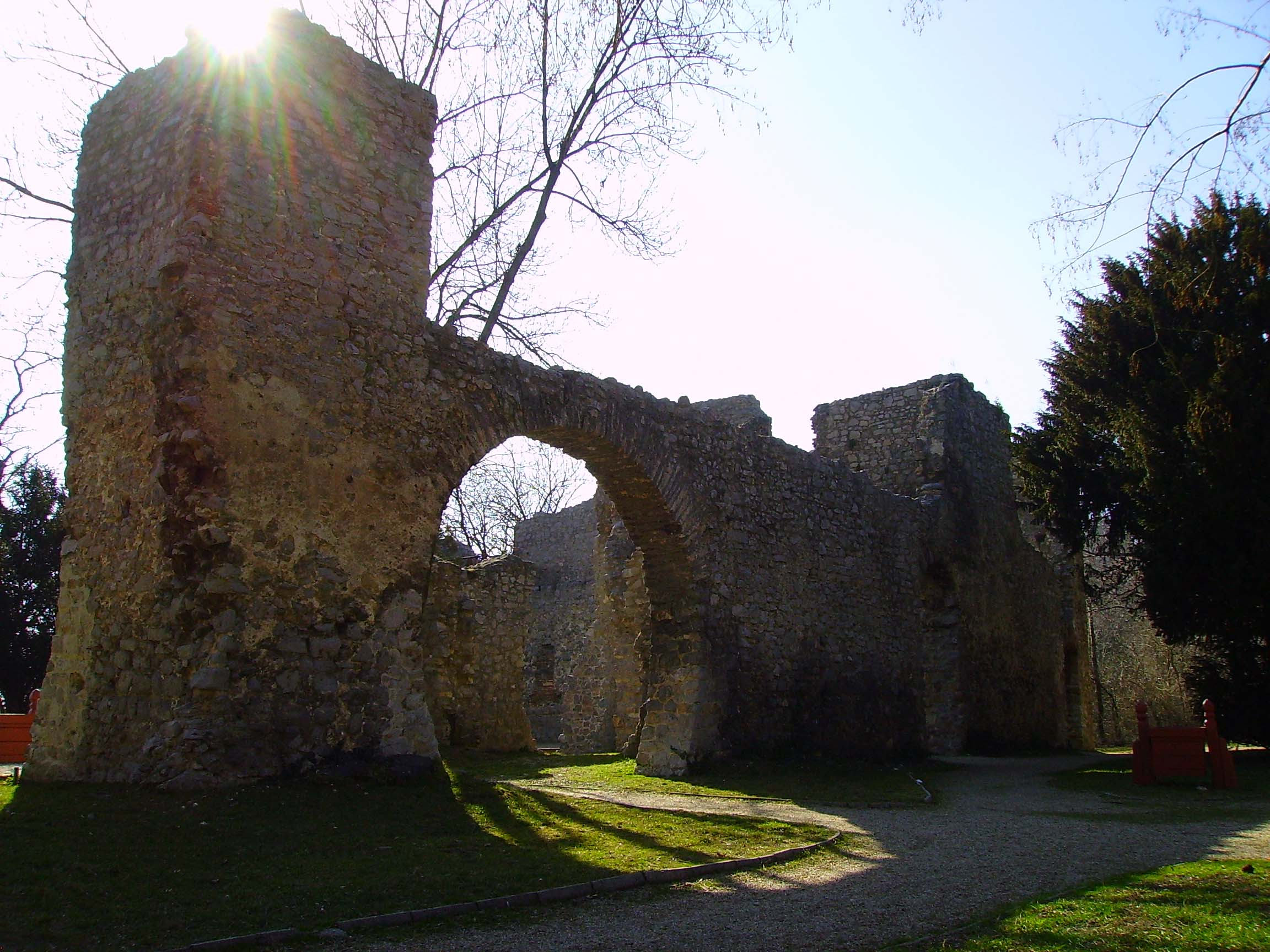
Di tích ở Tettye
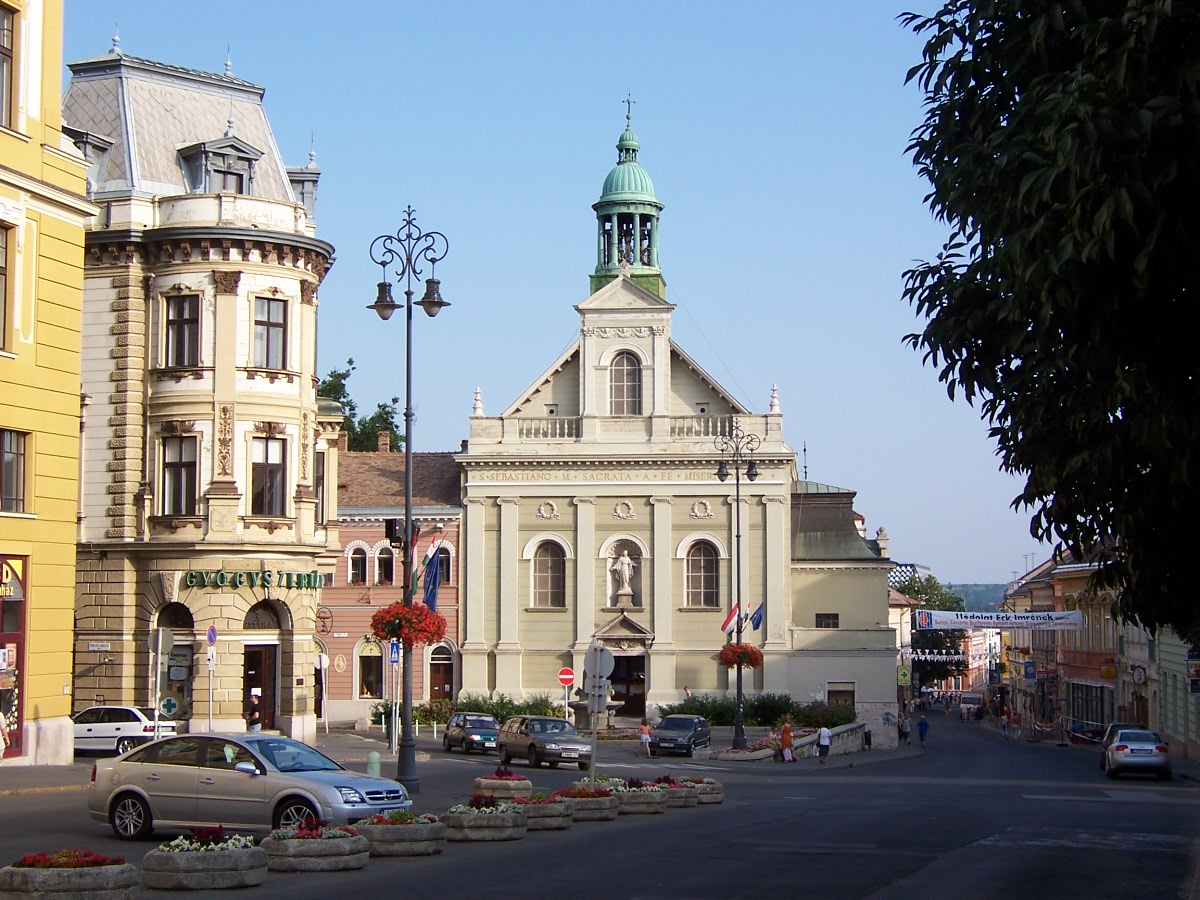
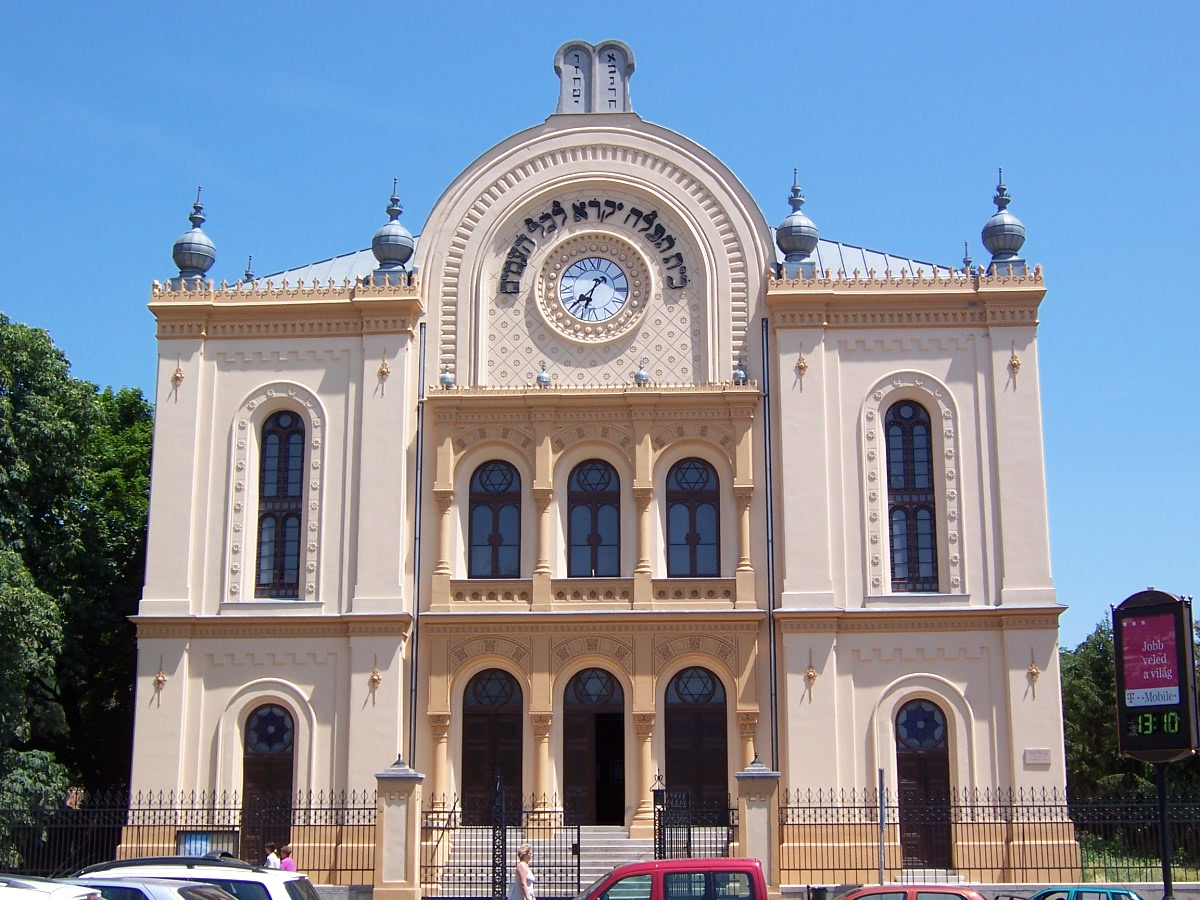
giáo đường Do Thái
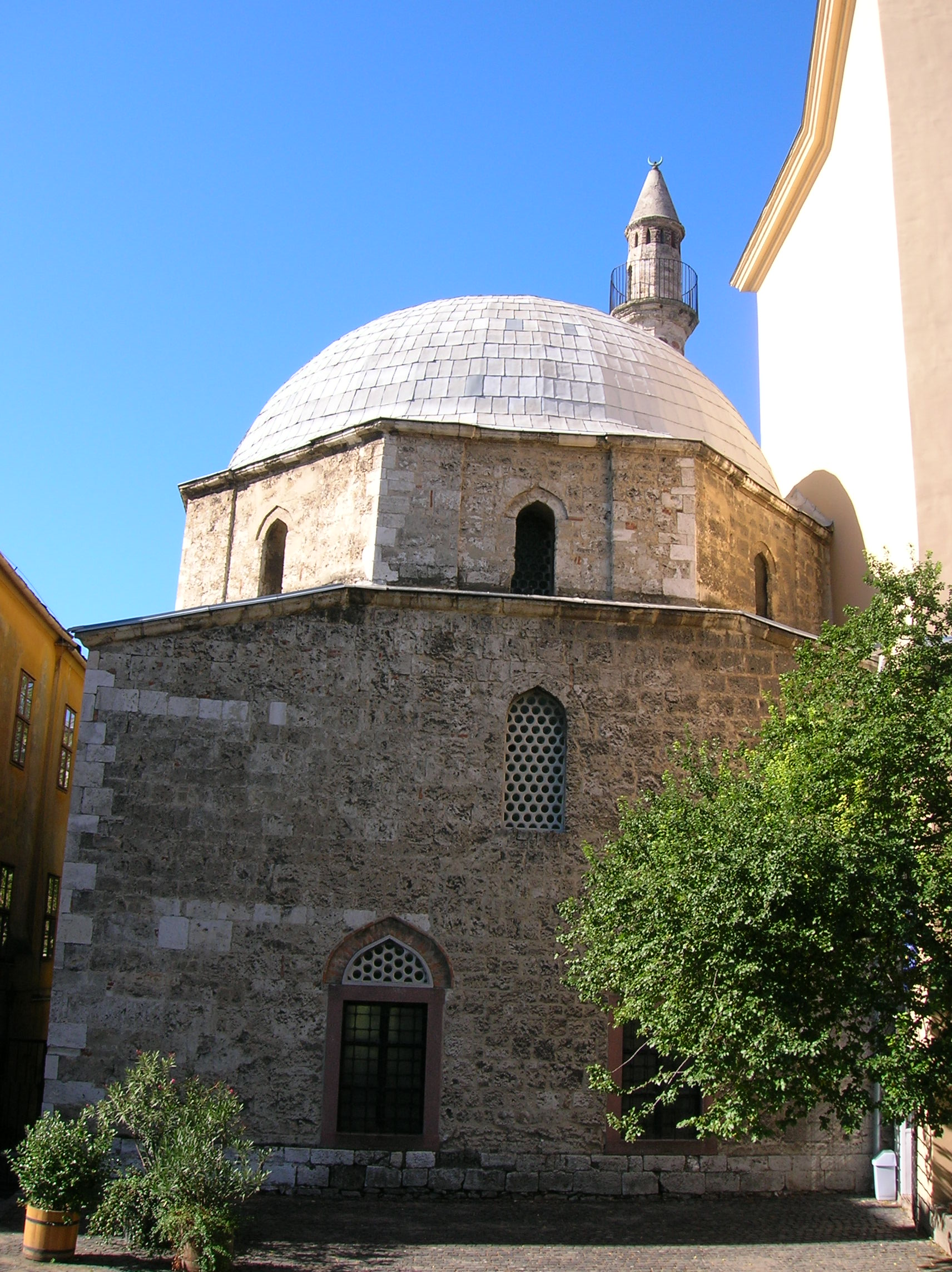
Nhà thờ Hồi giáo Hassan Jakovali
Trung tâm thành phốTrung tâm thành phố
Trung tâm thành phốTrung tâm thành phố
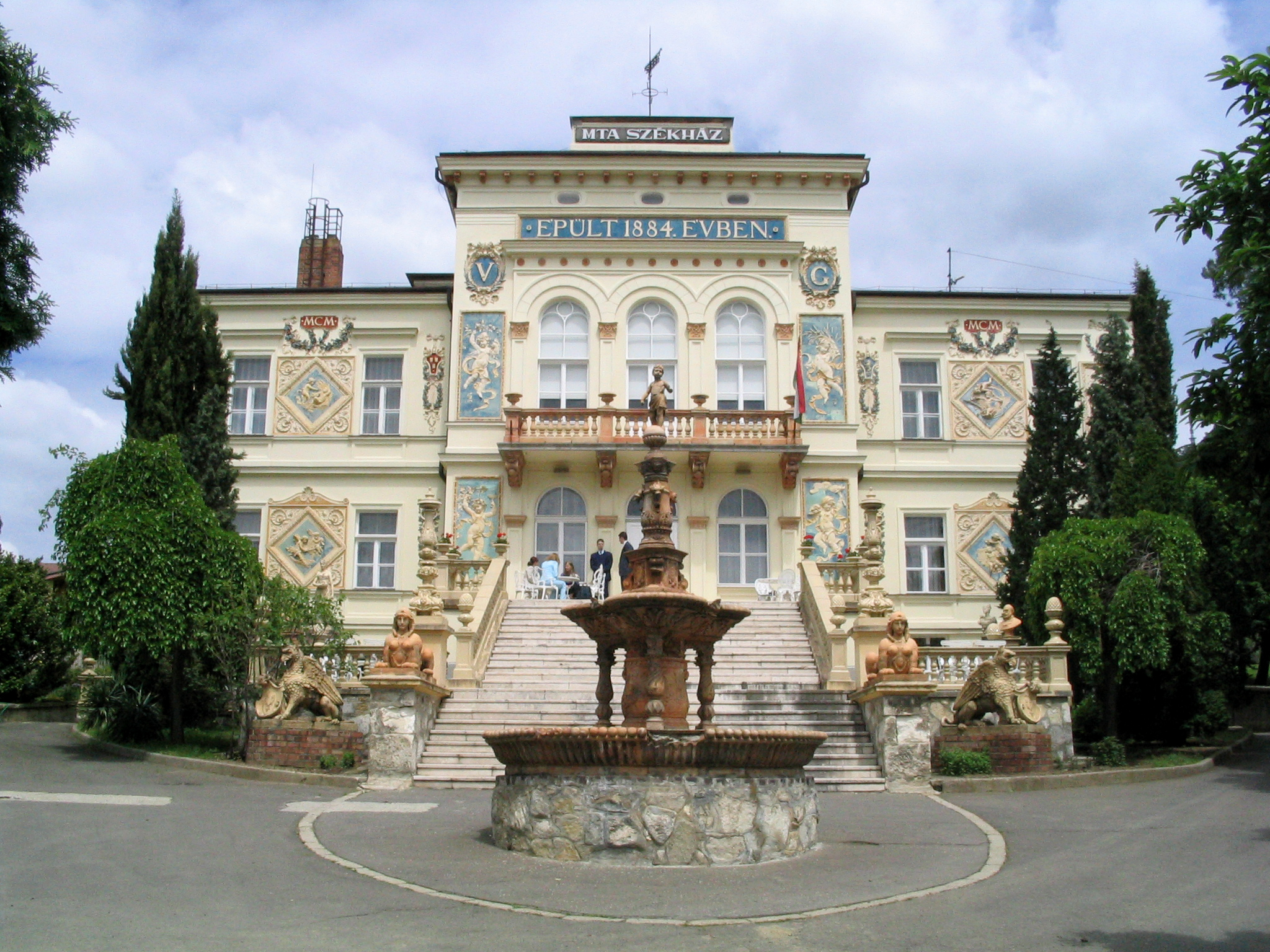
Viện khoa học Hungary tại Pécs
Cella Septichora từ thế kỷ thứ 4Cella Septichora từ thế kỷ thứ 4
Necropolis Kitô hữu tiên khởi của Pécs, mộ "Korsós"Necropolis Kitô hữu tiên khởi của Pécs, mộ "Korsós"
Necropolis Kitô hữu tiên khởiNecropolis Kitô hữu tiên khởi
Đại học đầu tiên của Hungary được thành lập bởi Lajos I của Hungary trong năm 1367Đại học đầu tiên của Hungary được thành lập bởi Lajos I của Hungary trong năm 1367
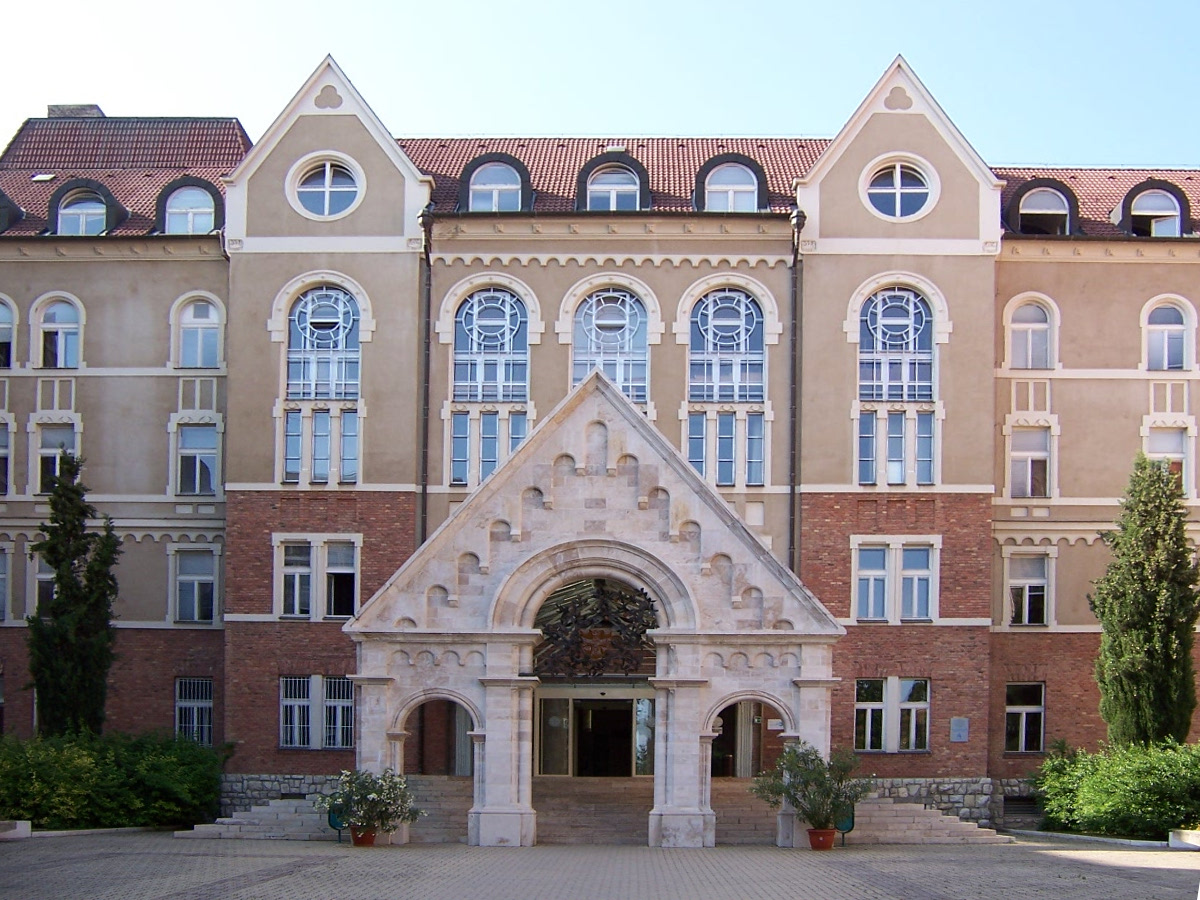
Đại học Pécs - Khoa khoa học con người
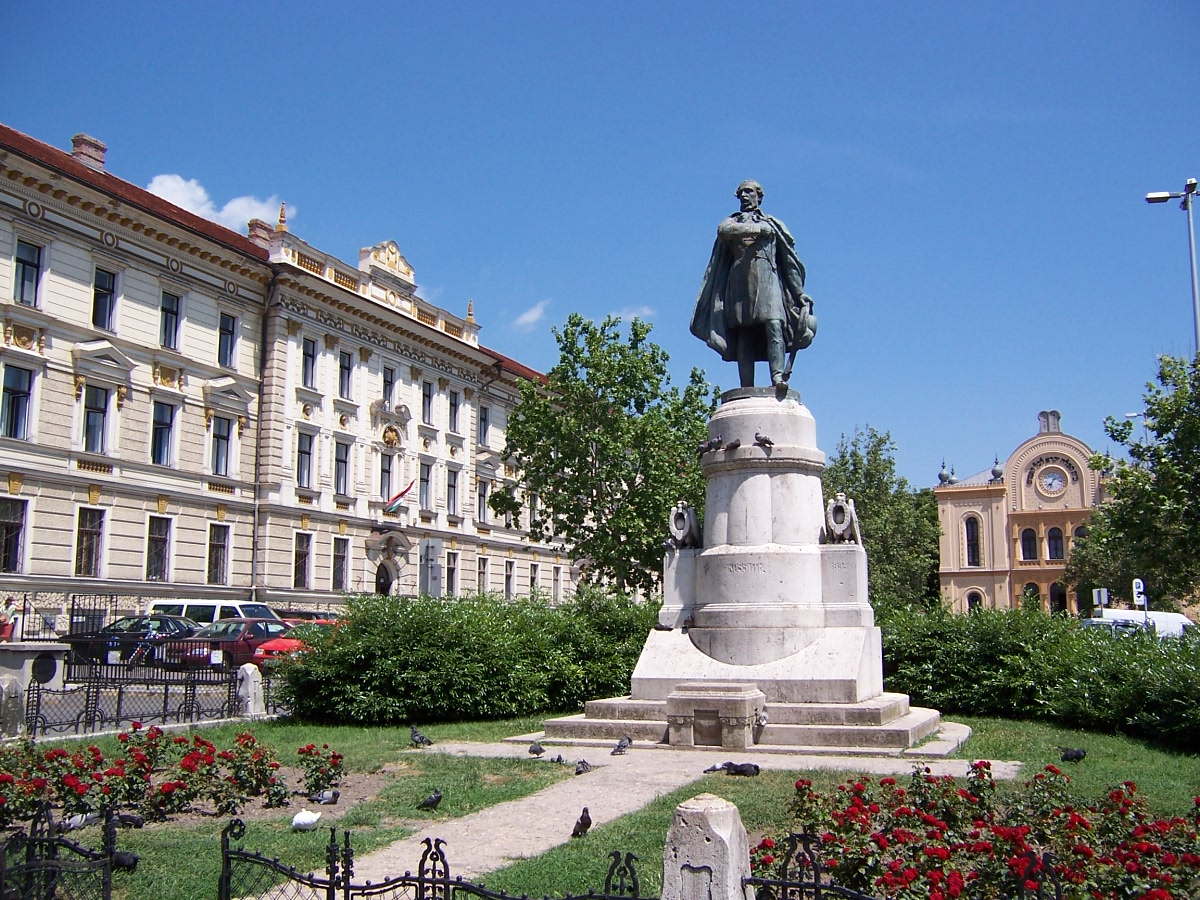
Tượng Lajos Kossuth
Tượng ZsolnayTượng Zsolnay
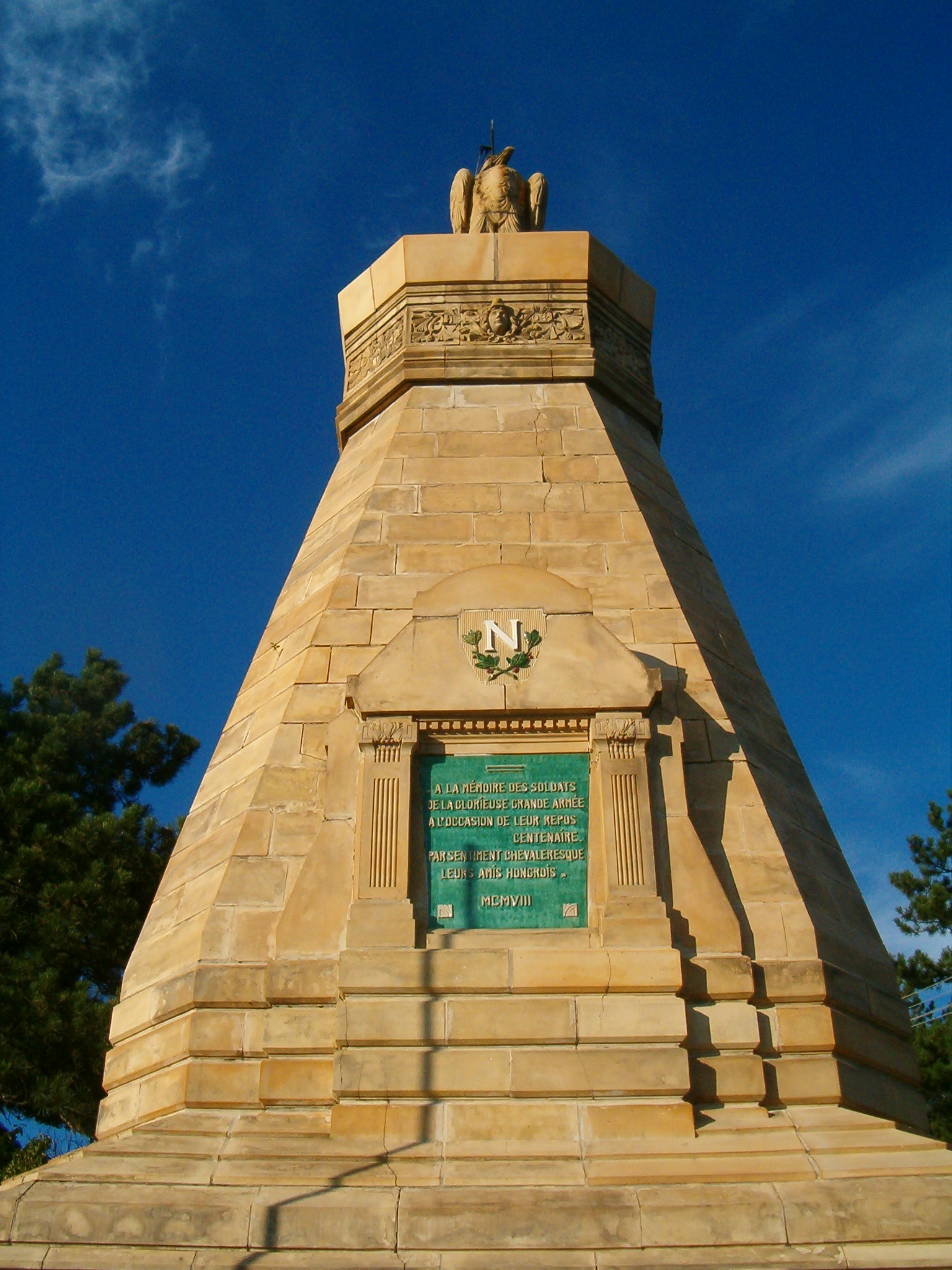
Tượng đài Pháp (Chiến tranh của Napoleon)
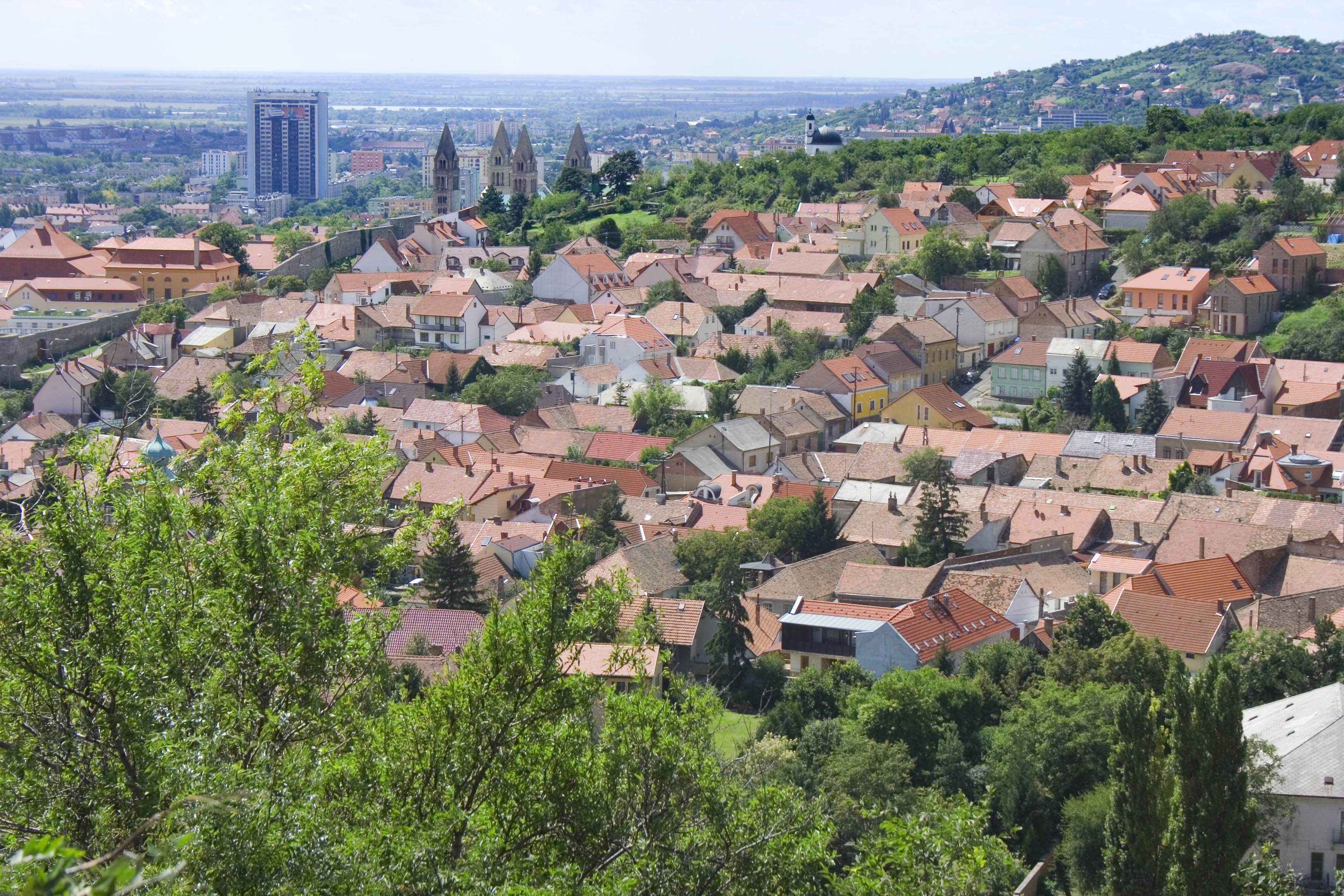
Tettye
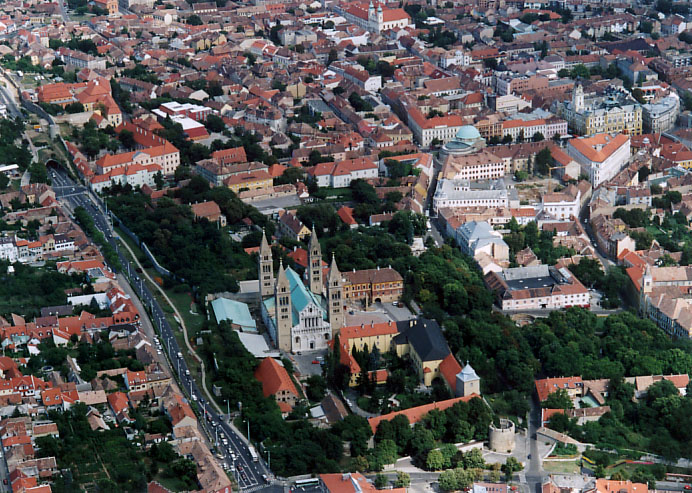
Nhìn từ trên không
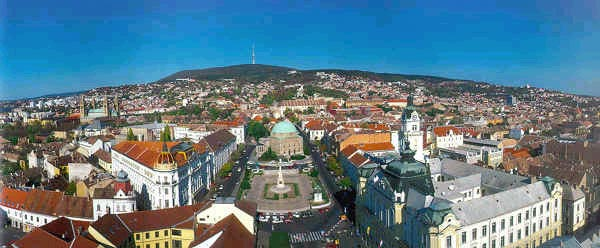
Bức tranh toàn cảnh
Pécs vào mùa đôngPécs vào mùa đông
Tường thànhTường thành

## Liên kết
- Official homepage Lưu trữ ngày 24 tháng 9 năm 2008 tại Wayback Machine
- Official website of Pecs2010 Cultural Capital of Europe Lưu trữ ngày 1 tháng 10 năm 2018 tại Wayback Machine
- Baranya County Museums' Directorate
- Pécs in 360 panoramic images Lưu trữ ngày 2 tháng 1 năm 2009 tại Wayback Machine
- Aerial photography: Pécs
- Glas Koncila Lưu trữ ngày 5 tháng 9 năm 2009 tại Wayback Machine Hrvatska nazočnost u "gradu s pet crkava", Oct 7, 2007 (page about Croats in Pécs)
- Mecsek-1956-History

Bản mẫu:Hungary